# Luzula formosana
Luzula formosana är en tågväxtart som beskrevs av Jisaburo Ohwi. Luzula formosana ingår i Frylesläktet som ingår i familjen tågväxter. Inga underarter finns listade i Catalogue of Life.